# Cantonul Chantonnay
Cantonul Chantonnay este un canton din arondismentul La Roche-sur-Yon, departamentul Vendée, regiunea Pays de la Loire, Franța.

## Comune
- Bournezeau
- Chantonnay (reședință)
- Rochetrejoux
- Saint-Germain-de-Prinçay
- Saint-Hilaire-le-Vouhis
- Saint-Prouant
- Saint-Vincent-Sterlanges
- Sigournais